# Marian McPartland
Marian McPartland, geboren als Margaret Marian Turner (Slough, 20 maart 1918 - Port Washington, 20 augustus 2013), was een uit het Verenigd Koninkrijk afkomstige Amerikaanse jazzpianiste en journaliste. Ze stond meer dan zes decennia op het podium, nam talrijke albums op en was een bekende radiopresentatrice, die meer dan 30 jaar land in haar wekelijkse programma Piano Jazz muzikanten voorstelde. Ze telt als een van de weinige vrouwelijke jazzlegenden.

## Biografie
Marian McPartland was een muzikale natuurtalent. Haar klassieke compositie- en pianostudie aan de beroemde Londense Guildhall School of Music and Drama (waar ze ook viool leerde spelen) beëindigde ze, nadat ze haar liefde voor de jazz had ontdekt. Tegen de wil van haar vader speelde ze in een vaudeville-nummer met vier piano's onder de artiestennaam Marian Page. Bij de bijstand van de geallieerde troepen in het bevrijde Frankrijk en België ontmoette ze in 1944 haar latere echtgenoot, de elf jaar oudere kornettist en Bix Beiderbecke-leerling Jimmy McPartland.
Na de oorlog vertrok ze in 1946 met haar echtgenoot naar Chicago en speelde aanvankelijk in diens band. Terwijl deze dixieland speelde, had zijzelf een meer moderne smaak. Sinds 1949 schreef ze voor DownBeat. In hetzelfde jaar verhuisde ze naar New York, waar ze een eigen jazztrio formeerde, dat vervolgens in 1950 speelde in Embers. Uit hun verbintenis voor twee weken in het New Yorkse Hickory House in de 52. Street in 1952 groeide een tewerkstelling als clubtrio tot 1960 (soms met drummer Joe Morello). Talrijke jazzgrootheden hoorden hun spel in deze restaurantclub, waarvan ook opnamen bestonden van Rudy Van Gelder voor Savoy Records. Ze gebruikte haar verbintenis ook daarvoor om overvloedig te luisteren naar jazzmuzikanten in de naburige clubs van de 52. Street, zoals Birdland en ze breidde steeds haar repertoire uit. Aan het eind van het decennium was ze in het New Yorkse jazzcircuit volledig gevestigd.
Tijdens de jaren 1960 had ze in New York een eerste eigen radioshow bij WBAI-FM en ontwikkelde ze voor Washington D.C. een jazz-opvoedingsprogramma voor scholieren, dat landelijk een toonbeeld werd. In 1969 richtte ze haar eigen platenlabel Halcyon Records op, dat vooral haar eigen triomuziek uitbracht. In 1978 kreeg ze van National Public Radio het aanbod om een wekelijks programma te presenteren. Ze maakte echter een tegenaanbod: Ze wilde zittend aan de piano presenteren en daarbij telkens een gast uitnodigen om met deze samen te musiceren. Haar aanbod werd geaccepteerd.
De eerste gast in Marian McPartlands Piano Jazz was Mary Lou Williams op 4 juni 1978. In totaal sprak en musiceerde Marian Partland tijdens haar wekelijks programma met meer dan 700 gasten, waaronder Oscar Peterson, Cleo Patra Brown, Bill Evans, Rosemary Clooney, Teddy Wilson, Carmen McRae, Dizzy Gillespie, Dave Brubeck, Amina Claudine Myers, Keith Jarrett, Alice Coltrane, maar ook met John Medeski, Linda Ronstadt, Elvis Costello en Norah Jones. Tot 2010 was ze de gastvrouw van dit programma. Een deel van deze muzikale portretten werd ook uitgebracht op albums resp. cd's. In 2004 kreeg ze daarvoor een Grammy Award. Vanaf de jaren 1970 nam ze ook talrijke (ca. 60) albums op voor Concord Records, waaronder het duoalbum Ain't Misbehavin': Live at the Jazz Showcase met Willie Pickens.
Het swingende spel van McPartland is bovendien gedocumenteerd op talrijke geluidsdragers met Modern Jazz. Haar compositie Twilight World werd een standard. In 1991 trouwde ze weer met haar ex-man Jimmy kort voor diens overlijden.

## Overlijden
Marian McPartland overleed in augustus 2013 op 95-jarige leeftijd.

## Onderscheidingen
In 1983 kreeg ze de Peabody Award uitgereikt. In 2000 kreeg ze de NEA Jazz Masters Fellowship en de Mary Lou Williams Women in Jazz Award. In 1986 werd ze opgenomen in de International Association for Jazz Education Hall of Fame en in oktober 2006 in de Long Island Music Hall of Fame. In 2010 werd ze geëerd door het Verenigd Koninkrijk met de onderscheiding Officer of the Order of the British Empire.

## Geschriften
- Marian McPartland Marian McPartlands Jazz World, University of Illinois Press 2003 (eerst in 1987 als All in Good Time, een verzameling recensies)
- Marian McPartland Portraits 2000
- Marian McPartland All in good time, Oxford University Press, 1987